# Port of Chittagong
Port of Chittagong är en hamn i Bangladesh.   Den ligger i provinsen Chittagong, i den sydöstra delen av landet, 210 km sydost om huvudstaden Dhaka. Port of Chittagong ligger 7 meter över havet.  Runt Port of Chittagong är det mycket tätbefolkat, med 1 886 invånare per kvadratkilometer.. Närmaste större samhälle är Chittagong, 4,3 km nordost om Port of Chittagong.
Trakten runt Port of Chittagong består till största delen av jordbruksmark.